# (1670) Minnaert
(1670) Minnaert est un astéroïde découvert par Hendrik van Gent, le 9 septembre 1934.